# 2752 Wu Chien-Shiung
2752 Wu Chien-Shiung eller 1965 SP är en asteroid i huvudbältet som upptäcktes den 20 september 1965 av Purple Mountain-observatoriet i Nanjing, Kina. Den är uppkallad efter Chien-Shiung Wu.
Asteroiden har en diameter på ungefär 15 kilometer och den tillhör asteroidgruppen Eos.